# Magnolia emarginata
Magnolia emarginata är en magnoliaväxtart som beskrevs av Ignatz Urban och Erik Leonard Ekman. Magnolia emarginata ingår i släktet Magnolia och familjen magnoliaväxter. Inga underarter finns listade i Catalogue of Life.